# Parotomys
A Parotomys az emlősök (Mammalia) osztályának a rágcsálók (Rodentia) rendjébe, ezen belül az egérfélék (Muridae) családjába tartozó nem.

## Rendszerezés
A nembe az alábbi 2 faj tartozik:
- Oranje szélesfülű egér (Parotomys brantsii) A. Smith, 1834 - típusfaj
- Parotomys littledalei Thomas, 1918